# Hanthorpe
Hanthorpe – przysiółek w Anglii, w Lincolnshire. Leży 21,3 km od miasta Grantham, 48,5 km od Lincoln i 144,9 km od Londynu. W latach 1870–1872 miejscowość liczyła 154 mieszkańców. Hanthorpe jest wspomniana w Domesday Book (1086) jako Hermodestorp.